# Sebastophoros
El Sebastophoros (Del griego: σεβαστοφόρος), a veces hispanizado como sebastóforo fue un alto cargo de la corte bizantina y rango reservado para los eunucos en los siglos X-XII. Sus funciones no están claras.

## Historia y funciones
La oficina se atestigua por primera vez en el Escorial Taktikon de alrededor del 975. Nicolás Oikonomides sugirió que se introdujo en algún momento entre 963 y 975. En el Escorial Taktikon, está clasificado como una de las más altas dignidades, después de los proedros y antes de los magistroi, y se reservaba normalmente para los eunucos.
El primer poseedor conocido fue Romano Lecapeno , hijo de Esteban Lecapeno y nieto del Emperador Romano I Lecapeno (r. 920-944), pero Oikonomides sugirió que el título podría haber sido creado por primera vez para Basilio Lecapeno, el poderoso parakoimomenos y durante mucho tiempo primer ministro del Imperio Bizantino.
Las funciones del sebastóforo no están claras; el nombre puede implicar que llevaba el estandarte del emperador, o que era un mensajero personal del emperador, un papel que se sabe que algunos de sus poseedores han cumplido. El título se devaluó rápidamente, ya durante el siglo XI: en los sellos, se combina con cargos relativamente modestos en la jerarquía imperial bizantina. Desapareció completamente después del siglo XII.
En algunos textos, a saber, la Patria Constantinopolitana y el léxico de la Suda, los sebastophoroi se identifican como funcionarios de los distritos (regeonai, "regiones") de Constantinopla, que todos los años el 5 de octubre realizan danzas ante el emperador bizantino. Sin embargo, esta afirmación proviene del escritor anticuario del siglo VI Juan Lido, quien alega que esta práctica existió bajo el emperador Tiberio (r. 14-37), es decir, en Roma.

## Poseedores conocidos
- Romano Lecapeno, nieto del emperador Romano I Lecapeno (r. 920-944), fue castrado siendo joven en 945, y probablemente aún estaba vivo en 975.[6]
- Esteban Pergameno, funcionario eunuco que notificó al emperador Constantino IX Monómaco (r. 1042-1055) de su adhesión en 1042, y fue recompensado con la dignidad de sebastophoros. Suprimió la revuelta de Jorge Maniaces, pero más tarde conspiró contra el Emperador y fue tonsurado.[8]
- Niceforitzes, el impopular eunuco ministro principal del emperador Miguel VII Ducas (r. 1071-1078). Llevó el título durante su mandato como doux de Antioquía en 1059-1060.[8]
- Juan Pepagomenos, miembro de la familia (oikeios) del emperador Alejo I Comneno (r. 1081-1118), dio fe en el sínodo que condenó a Juan Italos en 1092.[9]

Se conocen algunas otros sellos de sebastophoroi de los siglos X-XII, pero sus poseedores no son conocidos de otra manera.